# 红衫泪痕
《红衫泪痕》（英語：Jezebel）是一部发行于1938年的美国电影，由威廉·惠勒执导，主演为贝蒂·戴维斯和亨利·方达。乔治·布伦特、玛格丽特·琳赛、唐纳德·克里斯普、理查德·克伦威尔和费伊·贝因特也参加了该片的演出。

## 剧情
固执的、被宠坏的新奥尔良美女朱莉·马斯登和银行家普雷斯顿·迪拉德（普雷斯）订婚。为了报复普雷斯不放下工作陪她购物，朱莉选购了一件红色舞衣参加一年中最重要的舞会，而按照惯例，未婚的女孩只可以穿白色舞衣。所有人都惊呆了，但是没有人可以说服她放弃突如其来的怪念头。
普雷斯和朱莉一起参加了舞会，在他们入场的时候，在场的人都轻蔑地看着他们。朱莉意识到自己犯下严重的错误，要求普雷斯带她离开舞会。普雷斯毫不妥协地要求她和他一起跳舞。舞池里其他跳舞的人都停下来，只留下他们两个。当乐队停止演奏时，普雷斯让乐队继续演奏，直到结束。
舞会之后，普雷斯离开了朱莉，他们的婚约也就此告吹。在最后决裂的时候，朱莉打了他一个耳光。贝尔·梅西姨妈让朱莉去追普雷斯，并请求普雷斯原谅她。朱莉拒绝了，并相信普雷斯会回来找她。然而，普雷斯为了业务去了北方，并在那里待了特别长的一段时间。
最后，普雷斯终于回来了，朱莉精心打扮了自己，但是普雷斯并不欢迎她，并向她介绍了自己在北部认识的新娘艾米。朱莉怂恿自己以前的追求者决斗高手巴克·坎特雷尔去责备普雷斯，但是普雷斯不为所动，计划没有成功。普雷斯经验不足的弟弟特德却被煽动起来向巴克挑战，意想不到的事情发生了，特德战胜了巴克。
随后，黄热病在整个城市爆发，普雷斯也不幸感染。他将和其他人一样，被隔离到一个小岛上。艾米准备前去照顾普雷斯，朱莉阻止了她，并告诉那个北方姑娘她不懂如何对付岛上的奴隶和南方人。朱莉乞求艾米让自己去，作为对自己以前行为的补偿，艾米同意了。

## 演员
- 贝蒂·戴维斯 - 朱莉·马斯登（Julie Marsden）
- 亨利·方达 - 普雷斯顿·迪拉德（Preston Dillard）
- 乔治·布伦特 - 巴克·坎特雷尔（Buck Cantrell）
- 玛格丽特·琳赛 - 艾米·布雷德福·迪拉德（Amy Bradford Dillard）
- 唐纳德·克里斯普 - 利文斯通医生（Dr. Livingstone）
- 费伊·贝因特 -   贝尔·梅西姨妈（Aunt Belle Massey）
- 理查德·克伦威尔 - 特德·迪拉德（Ted Dillard）
- 亨利·奥尼尔 - 西奥菲勒斯·博加德斯将军（General Theopholus Bogardus）
- 斯普林·拜因顿 - 肯德里克夫人（Mrs. Kendrick）
- 约翰·利特尔 - 琼·拉库尔（Jean La Cour）
- 戈登·奥利弗 - 迪克·艾伦（Dick Allen）
- 珍妮特·肖 -  莫利·艾伦（Molly Allen）
- 特里萨·哈里斯 - 泽特（Zette）
- 玛格丽特·厄尔利 - 斯坦芬妮肯德里克（Stephanie Kendrick）
- 欧文·皮切尔 - 赫格（Huger）

## 花絮
《红衫泪痕》是为贝蒂·戴维斯度身定做的一部电影。1937年，大卫·O·塞尔兹尼克开始为影片《乱世佳人》挑选主角斯佳丽·奥哈拉的时候，公众认为戴维斯是最佳人选。1938年，《红衫泪痕》摄制完成并上映，而《乱世佳人》还在为主角的人选而烦恼。戴维斯落选斯佳丽最主要的原因是两个角色的背景和个性太相像。

## 改编版本
《红衫泪痕》曾被改编成60分钟的广播剧。

## 奖项
获奖：
- 威尼斯电影节（1938年）：

评委会特别奖 - 威廉·惠勒
- 奥斯卡金像奖（1938年）：

最佳女主角奖 - 贝蒂·戴维斯
最佳女配角奖 - 费伊·贝因特
提名：
- 威尼斯电影节（1938年）：

金狮奖（最佳影片） - 威廉·惠勒
- 奥斯卡金像奖（1938年）：

最佳影片奖 - 哈尔·B·沃利斯、威廉·惠勒
最佳摄影奖 - 厄奈斯特·霍尔
最佳原创音乐奖 - 马克思·斯坦纳